# Carl Emanuel Eneroth
Carl Emanuel Eneroth, född 1739, död 28 januari 1816, var en svensk häradshövding och lagman.

## Biografi
Eneroth blev 1771 auditör vid Västgöta-Dals regemente och 1776 häradshövding i Norra Dalslands domsaga. Han utsågs till var lagman i Västergötlands och Dals lagsaga 1795, vilken bafattning han 1810 bytte mot lagmansrollen i Gotlands lagsaga som han var till 1811..